# 王亚蔺
王亚蔺（1959年3月—），男，汉族，四川古蔺人，中华人民共和国政治人物，现任西藏自治区政协副主席，西藏自治区卫生和计划生育委员会党组书记、副主任。